# دی هیدروپیریمیدیناز
آنزیم دی هیدروپیریمیدیناز (به انگلیسی: Dihydropyrimidinase) واکنش شیمیایی زیر را کاتالیز می‌کند:
5,6-dihydrouracil + H2O {\displaystyle \rightleftharpoons } 3-ureidopropanoate
بنابراین دو سوبسترای آنزیم عبارتند از ۶٬۵ دی هیدرو اوراسیل و آب. محصول این واکنش هم اورئیدوپروپانوآت ureidopropanoate است.
این آنزیم به خانواده‌ای از هیدرولازها تعلق دارد که بر روی پیوند کربن-نیتروژن فعالیت می‌کنند و نه بر روی پیوند پپتیدی. نام سیستماتیک این آنزیم ۶٬۵ دی هیدرو پیریمیدین آمیدو هیدرولاز است. نام‌های دیگر این آنزیم عبارتند از: هیدانتوئیناز, هیدروپیریمیدین هیدراز, هیدانتوئین پپتیداز, پیریمیدین هیدراز و دی هیدانتوئیناز. این آنزیم در سه مسیر متابولیک نقش دارد: متابولیسم پیریمیدین, متابولیسم بتا آلانین و بیوسنتز پانتوتنات pantothenate و کوآ.